# Чиркова-Лозовая, Светлана Михайловна
Светлана Чиркова-Лозовая (эст. Svetlana Tširkova-Lozovaja; по советскому паспорту — Светлана Михайловна Чиркова-Лозовая (до 1980 года — Чиркова); р. 5 ноября 1945, Топнеры, Цивильский район, Чувашская АССР, СССР) — советская фехтовальщица, заслуженный мастер спорта СССР (1972).

## Биография
Светлана в 1950 году переехала в Эстонскую ССР вместе с матерью, которая откликнулась на призыв переезжать для восстановления разрушенного в годы войны народного хозяйства республики. 
В седьмом классе Светлана записалась в секцию фехтования (рапира).
В 1967 году стала чемпионкой Эстонской ССР (впоследствии выигрывала чемпионат ещё шесть раз) и была включена в состав сборной СССР. Тренер — Клавдий Ядловский.
В следующем году на Олимпийских играх в Мехико стала чемпионкой в командном зачете. На чемпионате мира 1969 года в Гаване уступила только румынской фехтовальщице Иляне Дюлай-Дрымбэ, став в итоге бронзовым призёром в индивидуальном зачете (также получила серебряную медаль в командном зачете), и была признана в Эстонии спортсменкой года. В 1970 и 1971 годах выигрывала чемпионат мира в командном зачете.
В 1972 году на Олимпийских играх в Мюнхене вновь стала чемпионкой в командном зачете. В том же году стала заслуженным мастером спорта СССР и была награждена медалью «За трудовое отличие».
В 1973 году окончила Таллинский педагогический институт.
С 1977 года начала тренерскую карьеру.

## Семья
Мать двух сыновей: Эдуарда Бера (р. 1975) и Кирилла Лозового (р. 1988), также ставших фехтовальщиками.

## Награды
В 2006 году была награждена орденом Белой Звезды 3-й степени.
Почетный член Эстонского олимпийского комитета.